# مبرد (وعاء)

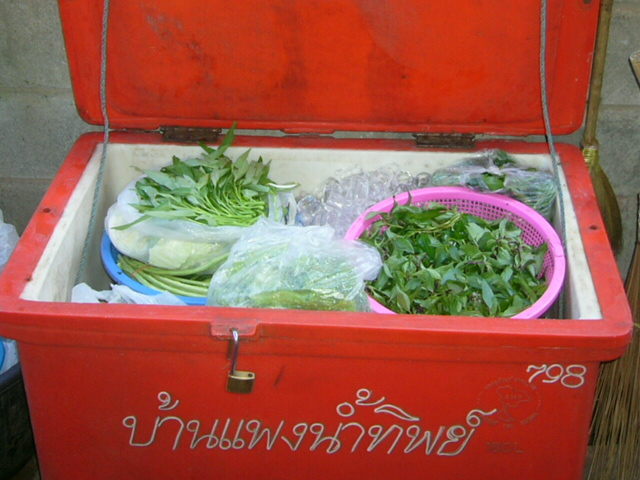

المُبرد أو صندوق التبريد هو صندوق عازل حرارياً يستخدم لحفظ الطعام والمشروبات الباردة. في الغالب يتم وضع مكعبات الثلج داخله لكي يساعد على أن تظل المحتويات داخله باردة. كما تستخدم أكياس الثلج في بعض الأحيان، التي تحتوي على المياه الذائبة، أو مواد هلامية محكمة الغلق بداخلها والتي تساعد على بقائها باردة لفترة أطول من وضع الثلج العادي (تمتص الحرارة كلما تغيرت درجتها).
غالباً ما تؤخذ المبردات في النزهات، العطلات أو الإجازات. حيث يكون الصيف حاراً، قد تستخدم أيضاً فقط من أجل الحفاظ على برودة أغراض البقالة عند شرائها من المتجر وجلبها للمنزل، كالحفاظ على المثلجات من الذوبان في السيارات.حتى بدون إضافة الثلج، قد يكون هذا مفيداً، خاصة إذا كانت المسافة إلى المنزل طويلة. قد تحتوى بعض المبردات على حاملات أكواب بداخل الغطاء.
وعادة ما يتم صنع الجزء الداخلي والخارجي من المبردات من البلاستيك، بالإضافة إلى وجود رغوة في المنتصف. كما تتراوح أحجامها من الأحجام الشخصية الصغيرة إلى الأحجام العائلية الكبيرة ذات العجلات. المبردات التي تستعمل لمرة واحدة فقط تُصنع من رغاوى البوليسترين (مثل كوب القهوة الذي يتم استعماله لمرة واحدة) وسمكها حوالي 2 سنتيمتر أو إنش واحد. معظم المبردات التي يعاد استخدامها لديها مقابض؛ عدد قليل من الأحزمة. لقد تطور المبرد من كونه مجرد وسيلة للحفاظ على المشروبات باردة داخل وسيلة النقل مبرد (كولر). إن الحقيبة الحرارية أو الحقيبة الباردة تتشابه بشكل كبير من حيث المفهوم، ولكنها عادة ما تكون أصغر وليست صلبة.